# Presidenti della Guinea Equatoriale
I presidenti della Guinea Equatoriale dal 1968 (data di indipendenza dalla Spagna) ad oggi sono i seguenti.

## Lista
| Presidente | Presidente | Presidente                                                           | Partito                                                                   | Elezione                                 | Mandato         | Mandato         |
| Presidente | Presidente | Presidente                                                           | Partito                                                                   | Elezione                                 | Inizio          | Fine            |
| ---------- | ---------- | -------------------------------------------------------------------- | ------------------------------------------------------------------------- | ---------------------------------------- | --------------- | --------------- |
|            |            | Francisco Macías Nguema                                              | Idea Popular de Guinea Ecuatorial, Partito Unico Nazionale dei Lavoratori | 1968, 1973                               | 12 ottobre 1968 | 3 agosto 1979   |
|            |            | Consiglio militare supremo con a capo: Teodoro Obiang Nguema Mbasogo | Forze armate della Guinea Equatoriale                                     | A seguito di colpo di Stato              | 3 agosto 1979   | 12 ottobre 1982 |
|            |            | Teodoro Obiang Nguema Mbasogo                                        | Partito Democratico della Guinea Equatoriale                              | 1982, 1989, 1996, 2002, 2009, 2016, 2022 | 12 ottobre 1982 | in carica       |